# ریچارد جورج آمهرست لوارد
ریچارد جورج آمهرست لوارد (انگلیسی: Richard Luard; ۲۹ ژوئیهٔ ۱۸۲۷ – ۲۴ ژوئیهٔ ۱۸۹۱) فرد نظامی اهل پادشاهی متحد بریتانیای کبیر و ایرلند بود. وی همچنین برندهٔ جوایزی همچون نشان حمام شده‌است.